# Pic Laila (vallée d'Haramosh)
Pour les articles homonymes, voir Pic Laila.
Le pic Laila est une montagne située dans la vallée d'Haramosh, à proximité du glacier Chogurunma, dans la région autonome du Gilgit-Baltistan, au Pakistan. Le pic Laila s'élève à 6 985 mètres d'altitude. Il est gravi pour la première fois par une expédition conduite par Yoshinora Isomura et Tomiyasu Ishikawa, du Club alpin Hekiryo (Japon) le 9 août 1975.